# TSG Bergedorf
O Turn-und Sportgemeinschaft Bergedorf von 1860 e.V., conhecido também como TSG Bergedorf, é um clube de basquetebol baseado em Hamburgo, Alemanha que atualmente disputa a Liga Regional Norte, correspondente à quarta divisão do país. e manda seus jogos no Gesamtschule Fährbuernfleet.

## Histórico de Temporadas
| Temporada | Nível | Liga           | Pos. | Resultado        |
| --------- | ----- | -------------- | ---- | ---------------- |
| 2005–06   | 5     | 2.Regionalliga | 1º   | Promovido        |
| 2006–07   | 4     | Regionalliga   | 13º  | Rebaixado        |
| 2007–08   | 5     | 2.Regionalliga |      |                  |
| 2008–09   | 5     | 2.Regionalliga |      |                  |
| 2009–10   | 5     | 2.Regionalliga | 6º   |                  |
| 2010–11   | 5     | 2.Regionalliga | 7º   |                  |
| 2011–12   | 5     | 2.Regionalliga | 6º   |                  |
| 2012–13   | 5     | 2.Regionalliga | 3º   |                  |
| 2013–14   | 5     | 2.Regionalliga | 2º   |                  |
| 2014–15   | 5     | 2.Regionalliga | 5º   |                  |
| 2015–16   | 5     | 2.Regionalliga | 4º   |                  |
| 2016–17   | 5     | 2.Regionalliga | 1º   | Promovidocampeão |
| 2017-18   | 4     | Regionalliga   | 10º  |                  |
| 2018-19   | 4     | Regionalliga   | 9º   |                  |

fonte:eurobasket

## Títulos

### 2.Regionalliga Norte-Norte
- Campeão (1): 2016-17